# Vulpes cana
El zorro de Blanford, zorro afgano o zorro estepario (Vulpes cana) es una especie de mamífero carnívoro de la familia Canidae que se encuentra en algunas regiones del Oriente Medio.

## Distribución y Hábitat
Habita en regiones semiáridas, estepas y montañas de Afganistán, Egipto (Sinaí), Turquestán, nororiente de Irán, suroccidente de Pakistán e Israel. Vive también a través de Arabia, Omán, Yemen, Jordania. Un ejemplar fue atrapado en Dhofar, Omán en 1984.

## Descripción
Como los zorros del desierto, tiene orejas grandes que lo protegen del calor, pero a diferencia de los zorros del desierto carece de las almohadillas en las patas que protegen las garras de la arena caliente. El manto es de color canela en la parte superior, blanco en el vientre y con la punta de la cola negra.
Mide en promedio 30 cm de altura; 42 cm de longitud de la cabeza y el cuerpo y 30 cm de largo de la cola. Pesa 1,5 a 3 kg.

## Alimentación
Omnívoro y más frugívoro que otros zorros. Prefiere uvas sin semilla, melones maduros y cebolletas rusas, cuando consume cosechas domésticas. Además se alimenta de insectos.

## Reproducción
Su período de celo y apareamiento ocurre entre diciembre y enero. El período de gestación dura 50 a 60 días, al cabo de los cuales nacen entre una y tres crías, con un período de lactancia de 60 días. Madura sexualmente a los 8 a 12 meses de edad y su esperanza de vida promedio está entre los 4 y 5 años, aunque se sabe de ejemplares que han vivido 10 años.